# Сабащево
Сабащево (пол. Sabaszczewo) — село в Польщі, у гміні Доміново Сьредського повіту Великопольського воєводства.
Населення — 71 особа (2011).
У 1975-1998 роках село належало до Познанського воєводства.

## Демографія
Демографічна структура станом на 31 березня 2011 року:
|          | Загалом | Допрацездатний вік | Працездатний вік | Постпрацездатний вік |
| -------- | ------- | ------------------ | ---------------- | -------------------- |
| Чоловіки | 39      | 6                  | 32               | 1                    |
| Жінки    | 32      | 7                  | 14               | 11                   |
| Разом    | 71      | 13                 | 46               | 12                   |